# 三坂村
三坂村（みさかむら）は静岡県の東部、賀茂郡に属していた村である。現在の南伊豆町の南西部に位置する。

## 地理
- 河川：二条川
- 岬：三ツ石岬
- 島：大根、君掛根
- 山：三坂富士

## 歴史
- 1889年（明治22年）4月1日 - 町村制の施行により、入間村、蝶ヶ野村、一色村が合併して発足。
- 1955年（昭和30年）7月31日 - 南中村、南上村、三坂村、三浜村、竹麻村、南崎村を廃し、その区域をもって南伊豆町を設置[1]。

## 交通

### 道路
- 国道136号

### 港湾
- 三坂漁港